# Charles Alfred Bell
Pour les articles homonymes, voir Bell.
Pour le chirurgien écossais, voir Charles Bell.
Charles Alfred Bell (31 octobre 1870 à Calcutta - 8 mars 1945 à Victoria au Canada) est un tibétologue indo-britannique qui fut agent britannique (political officer) au Bhoutan, au Sikkim et au Tibet avant d'être nommé, en 1920, ambassadeur spécial au Tibet. Alex McKay et James Nashold le qualifient d'« ambassadeur de l'Inde-britannique au Tibet »,.

## Biographie

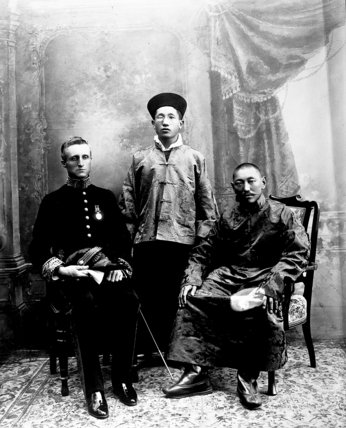
Le 13e Dalai Lama, Charles Bell et Sidkeong Tulku Namgyal (debout) en mars 1910, à Calcutta.

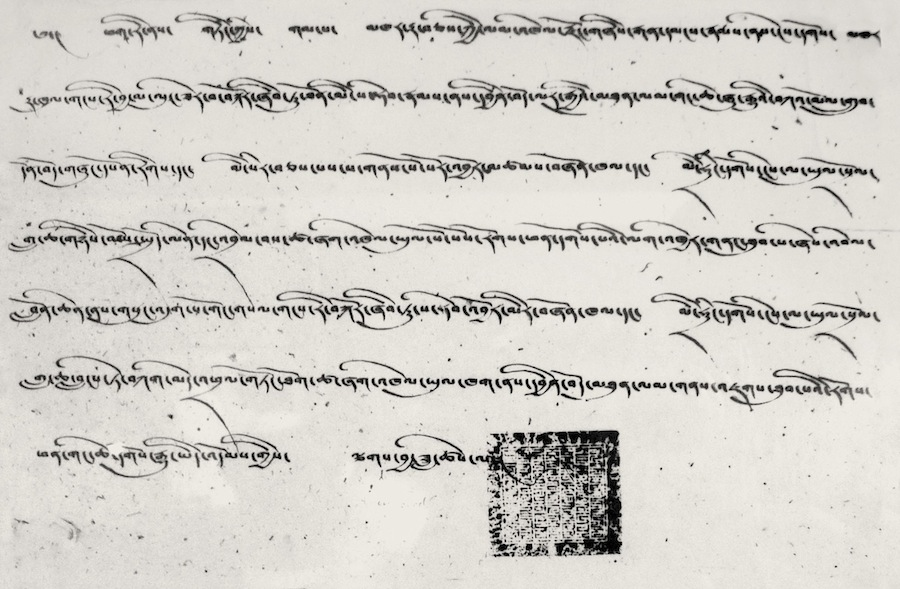
Passeport délivré à Charles Bell pour l'expédition de reconnaissance britannique à l'Everest de 1921 autorisée par le 13e dalaï-lama.

Charles Alfred Bell est né à Calcutta le 31 octobre 1870. 
Il fit ses études au collège de Winchester, une public school (école privée) anglaise située à Winchester, dans le Hampshire. Après être entré dans l'administration de l'Inde britannique, Charles Bell administra la vallée de Chumbi au Tibet de septembre 1904 à novembre 1905 et fut nommé représentant politique britannique au Sikkim en 1908. Il exerça bientôt une grande influence dans la politique du Sikkim et du Bhoutan.
En 1910, il rencontre le 13e dalaï-lama, qui avait été contraint à l'exil par les Chinois. Il devint un proche du dalaï-lama à cette époque et devait par la suite en écrire la biographie (Portrait of a Dalai Lama), publiée en 1946.
En 1913, il participa à Convention de Simla. Avant la réunion, il rencontra Longchen Shatra à Gyantsé et lui conseilla d'apporter tous les documents concernant les relations entre la Chine et le Tibet et les différentes réclamations sur les provinces et districts qui avaient été occupés temporairement par la Chine. Lors des pourparlers à Simla, Charles Alfred Bell fut nommé assistant de la partie tibétaine, tandis qu'Archibald Rose était nommé à une fonction analogue pour la partie chinoise. En 1915, il fut nommé compagnon de l'Ordre de Saint-Michel et Saint-Georges par le gouvernement britannique pour son rôle dans ce processus,.
Selon les époques, il fut le représentant (political officer) britannique au Bhoutan, au Sikkim et au Tibet.
En 1919, il démissionne de sa fonction de représentant britannique au Sikkim pour se consacrer pleinement à ses recherches. Cependant, en 1920, il revint au Tibet en tant qu'ambassadeur spécial, Londres avait décidé de l'envoyer à Lhassa. Il reste près d'un an à Lhassa. En 1922, il est nommé Chevalier Commandeur de l'Ordre de l'Empire des Indes pour sa mission diplomatique à Lhassa.
Après avoir voyagé au Tibet et s'être rendu à Lhassa en 1920, il prit sa retraite à Oxford, où il écrivit une série de livres sur l'histoire, la culture et la religion du Tibet. Certaines des photographies qu'il fit sont conservées au musée Pitt Rivers à Oxford. Quelques-unes d'entre elles ont figuré dans un livre publié en 1997, Tibet: Caught in Time. Palhese, un ami et confident tibétain de Bell se rendit en Angleterre en 1927-28 pour l'aider à rédiger plusieurs de ses ouvrages.
Lors des voyages de sir Charles Bell en Chine et en Mandchourie, Geshe Wangyal, qui séjourna quelques années à Pékin, fut son interprète. Son épouse qui l'accompagna en 1934-35 est morte de méningite en Mandchourie.
Son dictionnaire anglais-tibétain, joint à sa grammaire du tibétain, fut publié sous le titre Manual of Colloquial Tibetan (c.-à-d. « manuel du tibétain courant ») en 1905.
Charles Alfred Bell mourut le 8 mars 1945 à Victoria au Canada.

## Ouvrages
- Manual of Colloquial Tibetan. Calcutta, Baptist Mission Press, 1905 (Part II, English-Tibetan vocabulary; éditions subséquents 1919 and 1939)
- Grammar of Colloquial Tibetan
- English-Tibetan Colloquial Dictionary
- (en) Sir Charles Alfred Bell, Portrait of a Dalai Lama : The Life and Times of the Great Thirteenth, Londres, Collins, 1946 (OCLC 558226).
  - Réédition : (en) Portrait of a Dalai Lama : The Life and Times of the Great Thirteenth, Massachusetts, Wisdom Publications, janvier 1987, 467 p. (ISBN 978-0-86171-055-3)
- Tibet: Past and Present, Oxford, Clarendon Press, 1924
- The People of Tibet, Oxford, Clarendon Press, 1928
- The Religion of Tibet, Oxford, Clarendon Press, 1931